# Elecciones provinciales de Formosa de 2007
El resultado estableció que Gildo Insfrán (Partido Justicialista) fuera elegido Gobernador con 76,02% de los votos.

## Resultados

### Gobernador y vicegobernador
| Lema                                       | Lema                                          | Sublema                    | Fórmula                  | Fórmula               | Sublema               | Sublema               | Lema    | Lema  |
| Lema                                       | Lema                                          | Sublema                    | Gobernador               | Vicegobernador        | Votos                 | %                     | Votos   | %     |
| ------------------------------------------ | --------------------------------------------- | -------------------------- | ------------------------ | --------------------- | --------------------- | --------------------- | ------- | ----- |
|                                            | Partido Justicialista                         | Frente para la Victoria    | Gildo Insfrán            | Floro Bogado          | 51.549                | 31,46                 | 163.861 | 76,02 |
| Formosa para Todos                         | Partido Justicialista                         | 15.098                     | Gildo Insfrán            | Floro Bogado          | 9,21                  |                       | 163.861 | 76,02 |
| G.I.L.D.O.'07                              | Partido Justicialista                         | 10.319                     | Gildo Insfrán            | Floro Bogado          | 6,30                  |                       | 163.861 | 76,02 |
| 17 de Octubre                              | Partido Justicialista                         | 9.942                      | Gildo Insfrán            | Floro Bogado          | 6,07                  |                       | 163.861 | 76,02 |
| Unidos Venceremos                          | Partido Justicialista                         | 9.446                      | Gildo Insfrán            | Floro Bogado          | 5,76                  |                       | 163.861 | 76,02 |
| Entre Todos                                | Partido Justicialista                         | 6.128                      | Gildo Insfrán            | Floro Bogado          | 3,74                  |                       | 163.861 | 76,02 |
| Desarrollo en Acción                       | Partido Justicialista                         | 4.917                      | Gildo Insfrán            | Floro Bogado          | 3,00                  |                       | 163.861 | 76,02 |
| Agrupación Vamos Juntos Compañeros         | Partido Justicialista                         | 4.392                      | Gildo Insfrán            | Floro Bogado          | 2,68                  |                       | 163.861 | 76,02 |
| 24 de febrero                              | Partido Justicialista                         | 3.186                      | Gildo Insfrán            | Floro Bogado          | 1,94                  |                       | 163.861 | 76,02 |
| Frente Cívico para la Concertación Plural  | Partido Justicialista                         | 3.064                      | Gildo Insfrán            | Floro Bogado          | 1,87                  |                       | 163.861 | 76,02 |
| Nuestra Bandera                            | Partido Justicialista                         | 2.805                      | Gildo Insfrán            | Floro Bogado          | 1,71                  |                       | 163.861 | 76,02 |
| Formosa Unida                              | Partido Justicialista                         | 2.744                      | Gildo Insfrán            | Floro Bogado          | 1,67                  |                       | 163.861 | 76,02 |
| Partido de la Victoria                     | Partido Justicialista                         | 2.614                      | Gildo Insfrán            | Floro Bogado          | 1,60                  |                       | 163.861 | 76,02 |
| Partido Frente Grande                      | Partido Justicialista                         | 2.501                      | Gildo Insfrán            | Floro Bogado          | 1,53                  |                       | 163.861 | 76,02 |
| 26 de Julio                                | Partido Justicialista                         | 2.036                      | Gildo Insfrán            | Floro Bogado          | 1,24                  |                       | 163.861 | 76,02 |
| Partido Popular                            | Partido Justicialista                         | 2.034                      | Gildo Insfrán            | Floro Bogado          | 1,24                  |                       | 163.861 | 76,02 |
| Justicia y Dignidad                        | Partido Justicialista                         | 1.835                      | Gildo Insfrán            | Floro Bogado          | 1,12                  |                       | 163.861 | 76,02 |
| Partido Auténtico Formoseño                | Partido Justicialista                         | 1.707                      | Gildo Insfrán            | Floro Bogado          | 1,04                  |                       | 163.861 | 76,02 |
| Partido Renacer de la Tercera Edad         | Partido Justicialista                         | 1.597                      | Gildo Insfrán            | Floro Bogado          | 0,97                  |                       | 163.861 | 76,02 |
| Partido Intransigente                      | Partido Justicialista                         | 1.595                      | Gildo Insfrán            | Floro Bogado          | 0,97                  |                       | 163.861 | 76,02 |
| Por Nuestra Gente                          | Partido Justicialista                         | 1.491                      | Gildo Insfrán            | Floro Bogado          | 0,91                  |                       | 163.861 | 76,02 |
| Partido Causa Formoseña                    | Partido Justicialista                         | 1.415                      | Gildo Insfrán            | Floro Bogado          | 0,86                  |                       | 163.861 | 76,02 |
| Peronistas Por Perón                       | Partido Justicialista                         | 1.390                      | Gildo Insfrán            | Floro Bogado          | 0,85                  |                       | 163.861 | 76,02 |
| Compromiso Estatal                         | Partido Justicialista                         | 1.381                      | Gildo Insfrán            | Floro Bogado          | 0,84                  |                       | 163.861 | 76,02 |
| Partido Fortaleza                          | Partido Justicialista                         | 1.358                      | Gildo Insfrán            | Floro Bogado          | 0,83                  |                       | 163.861 | 76,02 |
| Me.Mo.S.                                   | Partido Justicialista                         | 1.268                      | Gildo Insfrán            | Floro Bogado          | 0,77                  |                       | 163.861 | 76,02 |
| Militantes K                               | Partido Justicialista                         | 1.243                      | Gildo Insfrán            | Floro Bogado          | 0,76                  |                       | 163.861 | 76,02 |
| La Nueva Marcha                            | Partido Justicialista                         | 1.201                      | Gildo Insfrán            | Floro Bogado          | 0,73                  |                       | 163.861 | 76,02 |
| Partido Movimiento de Recuperación Popular | Partido Justicialista                         | 1.128                      | Gildo Insfrán            | Floro Bogado          | 0,69                  |                       | 163.861 | 76,02 |
| Partido Demócrata Progresista              | Partido Justicialista                         | 1.122                      | Gildo Insfrán            | Floro Bogado          | 0,68                  |                       | 163.861 | 76,02 |
| El Cambio Recién Comienza                  | Partido Justicialista                         | 1.009                      | Gildo Insfrán            | Floro Bogado          | 0,62                  |                       | 163.861 | 76,02 |
| Movimiento de Acción Popular               | Partido Justicialista                         | 997                        | Gildo Insfrán            | Floro Bogado          | 0,61                  |                       | 163.861 | 76,02 |
| Moves                                      | Partido Justicialista                         | 896                        | Gildo Insfrán            | Floro Bogado          | 0,55                  |                       | 163.861 | 76,02 |
| Agrupación P. Todos por Clorinda           | Partido Justicialista                         | 881                        | Gildo Insfrán            | Floro Bogado          | 0,54                  |                       | 163.861 | 76,02 |
| Partido Conservador Popular                | Partido Justicialista                         | 859                        | Gildo Insfrán            | Floro Bogado          | 0,52                  |                       | 163.861 | 76,02 |
| Unidad Obrero Justicialista                | Partido Justicialista                         | 780                        | Gildo Insfrán            | Floro Bogado          | 0,48                  |                       | 163.861 | 76,02 |
| Partido Nuestro Tiempo                     | Partido Justicialista                         | 746                        | Gildo Insfrán            | Floro Bogado          | 0,46                  |                       | 163.861 | 76,02 |
| Partido para el Hombre Nuevo               | Partido Justicialista                         | 738                        | Gildo Insfrán            | Floro Bogado          | 0,45                  |                       | 163.861 | 76,02 |
| Movimiento Independiente de Participación  | Partido Justicialista                         | 724                        | Gildo Insfrán            | Floro Bogado          | 0,44                  |                       | 163.861 | 76,02 |
| Partido Fuerza Renovadora                  | Partido Justicialista                         | 707                        | Gildo Insfrán            | Floro Bogado          | 0,43                  |                       | 163.861 | 76,02 |
| Partido Frente para Todos                  | Partido Justicialista                         | 661                        | Gildo Insfrán            | Floro Bogado          | 0,40                  |                       | 163.861 | 76,02 |
| Gestión y Capacidad                        | Partido Justicialista                         | 573                        | Gildo Insfrán            | Floro Bogado          | 0,35                  |                       | 163.861 | 76,02 |
| Partido Demócrata Cristiano                | Partido Justicialista                         | 461                        | Gildo Insfrán            | Floro Bogado          | 0,28                  |                       | 163.861 | 76,02 |
| Municipales por Formosa                    | Partido Justicialista                         | 405                        | Gildo Insfrán            | Floro Bogado          | 0,25                  |                       | 163.861 | 76,02 |
| Partido Social Demócrata                   | Partido Justicialista                         | 372                        | Gildo Insfrán            | Floro Bogado          | 0,23                  |                       | 163.861 | 76,02 |
| Partido Autonomista                        | Partido Justicialista                         | 352                        | Gildo Insfrán            | Floro Bogado          | 0,21                  |                       | 163.861 | 76,02 |
| Partido Renovador del Oeste                | Partido Justicialista                         | 135                        | Gildo Insfrán            | Floro Bogado          | 0,08                  |                       | 163.861 | 76,02 |
| Fe y Esperanza                             | Partido Justicialista                         | 59                         | Gildo Insfrán            | Floro Bogado          | 0,04                  |                       | 163.861 | 76,02 |
|                                            | Confederación Política y Social               | Formosa Necesita un Cambio | Luis Petcoff Naidenoff   | Ana Elena Caligaris   | 11.917                | 28,87                 | 41.278  | 19,15 |
| N.A.I.D.E.N.O.F.F.                         | Confederación Política y Social               | 4.080                      | Luis Petcoff Naidenoff   | Ana Elena Caligaris   | 9,88                  |                       | 41.278  | 19,15 |
| Por el Triunfo Radical                     | Confederación Política y Social               | 3.860                      | Luis Petcoff Naidenoff   | Ana Elena Caligaris   | 9,35                  |                       | 41.278  | 19,15 |
| La Hora del Pueblo                         | Confederación Política y Social               | 3.601                      | Luis Petcoff Naidenoff   | Ana Elena Caligaris   | 8,72                  |                       | 41.278  | 19,15 |
| D.A.V.I.S.                                 | Confederación Política y Social               | 2.741                      | Luis Petcoff Naidenoff   | Ana Elena Caligaris   | 6,64                  |                       | 41.278  | 19,15 |
| Red Solidaria                              | Confederación Política y Social               | 2.256                      | Luis Petcoff Naidenoff   | Ana Elena Caligaris   | 5,47                  |                       | 41.278  | 19,15 |
| Identidad Cívica y Social                  | Confederación Política y Social               | 909                        | Luis Petcoff Naidenoff   | Ana Elena Caligaris   | 2,20                  |                       | 41.278  | 19,15 |
| H.E.R.N.A.N.D.E.Z.                         | Confederación Política y Social               | Gabriel Osvaldo Hernández  | Alejandro Luis Crivisqui | 5.786                 | 14,02                 |                       | 41.278  | 19,15 |
| C.A.N.T.O.N.                               | Confederación Política y Social               | Gabriel Osvaldo Hernández  | Alejandro Luis Crivisqui | 2.366                 | 5,73                  |                       | 41.278  | 19,15 |
| Adelante Radicales                         | Confederación Política y Social               | Gabriel Osvaldo Hernández  | Alejandro Luis Crivisqui | 1.802                 | 4,37                  |                       | 41.278  | 19,15 |
| Renovación para Todos                      | Confederación Política y Social               | Gabriel Osvaldo Hernández  | Alejandro Luis Crivisqui | 1.691                 | 4,10                  |                       | 41.278  | 19,15 |
| Clorinda Nueva                             | Confederación Política y Social               | Gabriel Osvaldo Hernández  | Alejandro Luis Crivisqui | 269                   | 0,65                  |                       | 41.278  | 19,15 |
|                                            | Afirmación para una República Igualitaria     | —                          | Juan César Giuliano      | Rubén Enrique Herrera | —                     | —                     | 8.607   | 3,99  |
|                                            | Solidaridad y Organización para la Liberación | Solidaridad                | Juan Bernardo Pereyra    | Vicenta Fernández     | 430                   | 51,25                 | 839     | 0,39  |
| Compromiso con la Gente                    | Solidaridad y Organización para la Liberación | 275                        | Juan Bernardo Pereyra    | Vicenta Fernández     | 32,78                 |                       | 839     | 0,39  |
| Formosa Conducción                         | Solidaridad y Organización para la Liberación | 134                        | Juan Bernardo Pereyra    | Vicenta Fernández     | 15,97                 |                       | 839     | 0,39  |
|                                            | Acción Nativa                                 | Pacto Provincial           | Julio Argentino Vázquez  | Irma Edith Osuna      | —                     | —                     | 505     | 0,23  |
|                                            | Partido Humanista                             | —                          | Soledad Cristina Yorg    | Leonardo Villamayor   | —                     | —                     | 456     | 0,21  |
| Votos positivos                            | Votos positivos                               | Votos positivos            | Votos positivos          | Votos positivos       | Votos positivos       | Votos positivos       | 215.546 | 91,15 |
| Votos en blanco                            | Votos en blanco                               | Votos en blanco            | Votos en blanco          | Votos en blanco       | Votos en blanco       | Votos en blanco       | 19.196  | 8,12  |
| Votos anulados                             | Votos anulados                                | Votos anulados             | Votos anulados           | Votos anulados        | Votos anulados        | Votos anulados        | 1.742   | 0,74  |
| Participación                              | Participación                                 | Participación              | Participación            | Participación         | Participación         | Participación         | 236.484 | 70,94 |
| Electores registrados                      | Electores registrados                         | Electores registrados      | Electores registrados    | Electores registrados | Electores registrados | Electores registrados | 333.356 | 100   |
| Fuentes:                                   |                                               |                            |                          |                       |                       |                       |         |       |

### Cámara de Diputados
| ← 2005 · Cámara de Diputados · 2009 →      | ← 2005 · Cámara de Diputados · 2009 →         | ← 2005 · Cámara de Diputados · 2009 → | ← 2005 · Cámara de Diputados · 2009 → | ← 2005 · Cámara de Diputados · 2009 → | ← 2005 · Cámara de Diputados · 2009 → | ← 2005 · Cámara de Diputados · 2009 → | ← 2005 · Cámara de Diputados · 2009 → | ← 2005 · Cámara de Diputados · 2009 → |
| Lema                                       | Lema                                          | Sublema                               | Sublema                               | Sublema                               | Lema                                  | Lema                                  | Lema                                  | Lema |
| Lema                                       | Lema                                          | Sublema                               | Votos                                 | %                                     | Votos                                 | %                                     | Bancas                                | Electos |
| ------------------------------------------ | --------------------------------------------- | ------------------------------------- | ------------------------------------- | ------------------------------------- | ------------------------------------- | ------------------------------------- | ------------------------------------- | --- |
|                                            | Partido Justicialista                         | Frente para la Victoria               | 49.132                                | 30,58                                 | 160.683                               | 76,04                                 | 12/15                                 | - Armando Felipe Cabrera - Ramona Graciela López de Kell - Adrián Floro Bogado - Roberto Domingo Vizcaíno Braida - Sandra Mercedes Moreno - Oscar Enrique Carrizo - Carlos Hugo Insfrán - Irma Emilia Zaragoza - Jorge Luis Zarza - Alberto Sánchez - Ida Nilda Fiore - Ricardo Mendoza |
| Formosa para Todos                         | Partido Justicialista                         | 14.677                                | 9,13                                  |                                       | 160.683                               | 76,04                                 | 12/15                                 | - Armando Felipe Cabrera - Ramona Graciela López de Kell - Adrián Floro Bogado - Roberto Domingo Vizcaíno Braida - Sandra Mercedes Moreno - Oscar Enrique Carrizo - Carlos Hugo Insfrán - Irma Emilia Zaragoza - Jorge Luis Zarza - Alberto Sánchez - Ida Nilda Fiore - Ricardo Mendoza |
| G.I.L.D.O.'07                              | Partido Justicialista                         | 10.024                                | 6,24                                  |                                       | 160.683                               | 76,04                                 | 12/15                                 | - Armando Felipe Cabrera - Ramona Graciela López de Kell - Adrián Floro Bogado - Roberto Domingo Vizcaíno Braida - Sandra Mercedes Moreno - Oscar Enrique Carrizo - Carlos Hugo Insfrán - Irma Emilia Zaragoza - Jorge Luis Zarza - Alberto Sánchez - Ida Nilda Fiore - Ricardo Mendoza |
| 17 de Octubre                              | Partido Justicialista                         | 9.605                                 | 5,98                                  |                                       | 160.683                               | 76,04                                 | 12/15                                 | - Armando Felipe Cabrera - Ramona Graciela López de Kell - Adrián Floro Bogado - Roberto Domingo Vizcaíno Braida - Sandra Mercedes Moreno - Oscar Enrique Carrizo - Carlos Hugo Insfrán - Irma Emilia Zaragoza - Jorge Luis Zarza - Alberto Sánchez - Ida Nilda Fiore - Ricardo Mendoza |
| Unidos Venceremos                          | Partido Justicialista                         | 9.195                                 | 5,72                                  |                                       | 160.683                               | 76,04                                 | 12/15                                 | - Armando Felipe Cabrera - Ramona Graciela López de Kell - Adrián Floro Bogado - Roberto Domingo Vizcaíno Braida - Sandra Mercedes Moreno - Oscar Enrique Carrizo - Carlos Hugo Insfrán - Irma Emilia Zaragoza - Jorge Luis Zarza - Alberto Sánchez - Ida Nilda Fiore - Ricardo Mendoza |
| Entre Todos                                | Partido Justicialista                         | 6.842                                 | 4,26                                  |                                       | 160.683                               | 76,04                                 | 12/15                                 | - Armando Felipe Cabrera - Ramona Graciela López de Kell - Adrián Floro Bogado - Roberto Domingo Vizcaíno Braida - Sandra Mercedes Moreno - Oscar Enrique Carrizo - Carlos Hugo Insfrán - Irma Emilia Zaragoza - Jorge Luis Zarza - Alberto Sánchez - Ida Nilda Fiore - Ricardo Mendoza |
| Desarrollo en Acción                       | Partido Justicialista                         | 4.784                                 | 2,98                                  |                                       | 160.683                               | 76,04                                 | 12/15                                 | - Armando Felipe Cabrera - Ramona Graciela López de Kell - Adrián Floro Bogado - Roberto Domingo Vizcaíno Braida - Sandra Mercedes Moreno - Oscar Enrique Carrizo - Carlos Hugo Insfrán - Irma Emilia Zaragoza - Jorge Luis Zarza - Alberto Sánchez - Ida Nilda Fiore - Ricardo Mendoza |
| Agrupación Vamos Juntos Compañeros         | Partido Justicialista                         | 4.278                                 | 2,66                                  |                                       | 160.683                               | 76,04                                 | 12/15                                 | - Armando Felipe Cabrera - Ramona Graciela López de Kell - Adrián Floro Bogado - Roberto Domingo Vizcaíno Braida - Sandra Mercedes Moreno - Oscar Enrique Carrizo - Carlos Hugo Insfrán - Irma Emilia Zaragoza - Jorge Luis Zarza - Alberto Sánchez - Ida Nilda Fiore - Ricardo Mendoza |
| 24 de febrero                              | Partido Justicialista                         | 3.175                                 | 1,98                                  |                                       | 160.683                               | 76,04                                 | 12/15                                 | - Armando Felipe Cabrera - Ramona Graciela López de Kell - Adrián Floro Bogado - Roberto Domingo Vizcaíno Braida - Sandra Mercedes Moreno - Oscar Enrique Carrizo - Carlos Hugo Insfrán - Irma Emilia Zaragoza - Jorge Luis Zarza - Alberto Sánchez - Ida Nilda Fiore - Ricardo Mendoza |
| Frente Cívico para la Concertación Plural  | Partido Justicialista                         | 3.005                                 | 1,87                                  |                                       | 160.683                               | 76,04                                 | 12/15                                 | - Armando Felipe Cabrera - Ramona Graciela López de Kell - Adrián Floro Bogado - Roberto Domingo Vizcaíno Braida - Sandra Mercedes Moreno - Oscar Enrique Carrizo - Carlos Hugo Insfrán - Irma Emilia Zaragoza - Jorge Luis Zarza - Alberto Sánchez - Ida Nilda Fiore - Ricardo Mendoza |
| Nuestra Bandera                            | Partido Justicialista                         | 2.884                                 | 1,79                                  |                                       | 160.683                               | 76,04                                 | 12/15                                 | - Armando Felipe Cabrera - Ramona Graciela López de Kell - Adrián Floro Bogado - Roberto Domingo Vizcaíno Braida - Sandra Mercedes Moreno - Oscar Enrique Carrizo - Carlos Hugo Insfrán - Irma Emilia Zaragoza - Jorge Luis Zarza - Alberto Sánchez - Ida Nilda Fiore - Ricardo Mendoza |
| Formosa Unida                              | Partido Justicialista                         | 2.748                                 | 1,71                                  |                                       | 160.683                               | 76,04                                 | 12/15                                 | - Armando Felipe Cabrera - Ramona Graciela López de Kell - Adrián Floro Bogado - Roberto Domingo Vizcaíno Braida - Sandra Mercedes Moreno - Oscar Enrique Carrizo - Carlos Hugo Insfrán - Irma Emilia Zaragoza - Jorge Luis Zarza - Alberto Sánchez - Ida Nilda Fiore - Ricardo Mendoza |
| Partido de la Victoria                     | Partido Justicialista                         | 2.698                                 | 1,68                                  |                                       | 160.683                               | 76,04                                 | 12/15                                 | - Armando Felipe Cabrera - Ramona Graciela López de Kell - Adrián Floro Bogado - Roberto Domingo Vizcaíno Braida - Sandra Mercedes Moreno - Oscar Enrique Carrizo - Carlos Hugo Insfrán - Irma Emilia Zaragoza - Jorge Luis Zarza - Alberto Sánchez - Ida Nilda Fiore - Ricardo Mendoza |
| Partido Frente Grande                      | Partido Justicialista                         | 2.593                                 | 1,61                                  |                                       | 160.683                               | 76,04                                 | 12/15                                 | - Armando Felipe Cabrera - Ramona Graciela López de Kell - Adrián Floro Bogado - Roberto Domingo Vizcaíno Braida - Sandra Mercedes Moreno - Oscar Enrique Carrizo - Carlos Hugo Insfrán - Irma Emilia Zaragoza - Jorge Luis Zarza - Alberto Sánchez - Ida Nilda Fiore - Ricardo Mendoza |
| 26 de Julio                                | Partido Justicialista                         | 2.169                                 | 1,35                                  |                                       | 160.683                               | 76,04                                 | 12/15                                 | - Armando Felipe Cabrera - Ramona Graciela López de Kell - Adrián Floro Bogado - Roberto Domingo Vizcaíno Braida - Sandra Mercedes Moreno - Oscar Enrique Carrizo - Carlos Hugo Insfrán - Irma Emilia Zaragoza - Jorge Luis Zarza - Alberto Sánchez - Ida Nilda Fiore - Ricardo Mendoza |
| Partido Popular                            | Partido Justicialista                         | 2.031                                 | 1,26                                  |                                       | 160.683                               | 76,04                                 | 12/15                                 | - Armando Felipe Cabrera - Ramona Graciela López de Kell - Adrián Floro Bogado - Roberto Domingo Vizcaíno Braida - Sandra Mercedes Moreno - Oscar Enrique Carrizo - Carlos Hugo Insfrán - Irma Emilia Zaragoza - Jorge Luis Zarza - Alberto Sánchez - Ida Nilda Fiore - Ricardo Mendoza |
| Justicia y Dignidad                        | Partido Justicialista                         | 1.846                                 | 1,15                                  |                                       | 160.683                               | 76,04                                 | 12/15                                 | - Armando Felipe Cabrera - Ramona Graciela López de Kell - Adrián Floro Bogado - Roberto Domingo Vizcaíno Braida - Sandra Mercedes Moreno - Oscar Enrique Carrizo - Carlos Hugo Insfrán - Irma Emilia Zaragoza - Jorge Luis Zarza - Alberto Sánchez - Ida Nilda Fiore - Ricardo Mendoza |
| Partido Auténtico Formoseño                | Partido Justicialista                         | 1.703                                 | 1,06                                  |                                       | 160.683                               | 76,04                                 | 12/15                                 | - Armando Felipe Cabrera - Ramona Graciela López de Kell - Adrián Floro Bogado - Roberto Domingo Vizcaíno Braida - Sandra Mercedes Moreno - Oscar Enrique Carrizo - Carlos Hugo Insfrán - Irma Emilia Zaragoza - Jorge Luis Zarza - Alberto Sánchez - Ida Nilda Fiore - Ricardo Mendoza |
| Partido Renacer de la Tercera Edad         | Partido Justicialista                         | 1.684                                 | 1,05                                  |                                       | 160.683                               | 76,04                                 | 12/15                                 | - Armando Felipe Cabrera - Ramona Graciela López de Kell - Adrián Floro Bogado - Roberto Domingo Vizcaíno Braida - Sandra Mercedes Moreno - Oscar Enrique Carrizo - Carlos Hugo Insfrán - Irma Emilia Zaragoza - Jorge Luis Zarza - Alberto Sánchez - Ida Nilda Fiore - Ricardo Mendoza |
| Partido Intransigente                      | Partido Justicialista                         | 1.529                                 | 0,95                                  |                                       | 160.683                               | 76,04                                 | 12/15                                 | - Armando Felipe Cabrera - Ramona Graciela López de Kell - Adrián Floro Bogado - Roberto Domingo Vizcaíno Braida - Sandra Mercedes Moreno - Oscar Enrique Carrizo - Carlos Hugo Insfrán - Irma Emilia Zaragoza - Jorge Luis Zarza - Alberto Sánchez - Ida Nilda Fiore - Ricardo Mendoza |
| Por Nuestra Gente                          | Partido Justicialista                         | 1.395                                 | 0,87                                  |                                       | 160.683                               | 76,04                                 | 12/15                                 | - Armando Felipe Cabrera - Ramona Graciela López de Kell - Adrián Floro Bogado - Roberto Domingo Vizcaíno Braida - Sandra Mercedes Moreno - Oscar Enrique Carrizo - Carlos Hugo Insfrán - Irma Emilia Zaragoza - Jorge Luis Zarza - Alberto Sánchez - Ida Nilda Fiore - Ricardo Mendoza |
| Partido Causa Formoseña                    | Partido Justicialista                         | 1.384                                 | 0,86                                  |                                       | 160.683                               | 76,04                                 | 12/15                                 | - Armando Felipe Cabrera - Ramona Graciela López de Kell - Adrián Floro Bogado - Roberto Domingo Vizcaíno Braida - Sandra Mercedes Moreno - Oscar Enrique Carrizo - Carlos Hugo Insfrán - Irma Emilia Zaragoza - Jorge Luis Zarza - Alberto Sánchez - Ida Nilda Fiore - Ricardo Mendoza |
| Peronistas Por Perón                       | Partido Justicialista                         | 1.374                                 | 0,86                                  |                                       | 160.683                               | 76,04                                 | 12/15                                 | - Armando Felipe Cabrera - Ramona Graciela López de Kell - Adrián Floro Bogado - Roberto Domingo Vizcaíno Braida - Sandra Mercedes Moreno - Oscar Enrique Carrizo - Carlos Hugo Insfrán - Irma Emilia Zaragoza - Jorge Luis Zarza - Alberto Sánchez - Ida Nilda Fiore - Ricardo Mendoza |
| Compromiso Estatal                         | Partido Justicialista                         | 1.369                                 | 0,85                                  |                                       | 160.683                               | 76,04                                 | 12/15                                 | - Armando Felipe Cabrera - Ramona Graciela López de Kell - Adrián Floro Bogado - Roberto Domingo Vizcaíno Braida - Sandra Mercedes Moreno - Oscar Enrique Carrizo - Carlos Hugo Insfrán - Irma Emilia Zaragoza - Jorge Luis Zarza - Alberto Sánchez - Ida Nilda Fiore - Ricardo Mendoza |
| Partido Fortaleza                          | Partido Justicialista                         | 1.324                                 | 0,82                                  |                                       | 160.683                               | 76,04                                 | 12/15                                 | - Armando Felipe Cabrera - Ramona Graciela López de Kell - Adrián Floro Bogado - Roberto Domingo Vizcaíno Braida - Sandra Mercedes Moreno - Oscar Enrique Carrizo - Carlos Hugo Insfrán - Irma Emilia Zaragoza - Jorge Luis Zarza - Alberto Sánchez - Ida Nilda Fiore - Ricardo Mendoza |
| Me.Mo.S.                                   | Partido Justicialista                         | 1.255                                 | 0,78                                  |                                       | 160.683                               | 76,04                                 | 12/15                                 | - Armando Felipe Cabrera - Ramona Graciela López de Kell - Adrián Floro Bogado - Roberto Domingo Vizcaíno Braida - Sandra Mercedes Moreno - Oscar Enrique Carrizo - Carlos Hugo Insfrán - Irma Emilia Zaragoza - Jorge Luis Zarza - Alberto Sánchez - Ida Nilda Fiore - Ricardo Mendoza |
| Militantes K                               | Partido Justicialista                         | 1.212                                 | 0,75                                  |                                       | 160.683                               | 76,04                                 | 12/15                                 | - Armando Felipe Cabrera - Ramona Graciela López de Kell - Adrián Floro Bogado - Roberto Domingo Vizcaíno Braida - Sandra Mercedes Moreno - Oscar Enrique Carrizo - Carlos Hugo Insfrán - Irma Emilia Zaragoza - Jorge Luis Zarza - Alberto Sánchez - Ida Nilda Fiore - Ricardo Mendoza |
| La Nueva Marcha                            | Partido Justicialista                         | 1.206                                 | 0,75                                  |                                       | 160.683                               | 76,04                                 | 12/15                                 | - Armando Felipe Cabrera - Ramona Graciela López de Kell - Adrián Floro Bogado - Roberto Domingo Vizcaíno Braida - Sandra Mercedes Moreno - Oscar Enrique Carrizo - Carlos Hugo Insfrán - Irma Emilia Zaragoza - Jorge Luis Zarza - Alberto Sánchez - Ida Nilda Fiore - Ricardo Mendoza |
| Partido Movimiento de Recuperación Popular | Partido Justicialista                         | 1.151                                 | 0,72                                  |                                       | 160.683                               | 76,04                                 | 12/15                                 | - Armando Felipe Cabrera - Ramona Graciela López de Kell - Adrián Floro Bogado - Roberto Domingo Vizcaíno Braida - Sandra Mercedes Moreno - Oscar Enrique Carrizo - Carlos Hugo Insfrán - Irma Emilia Zaragoza - Jorge Luis Zarza - Alberto Sánchez - Ida Nilda Fiore - Ricardo Mendoza |
| Partido Demócrata Progresista              | Partido Justicialista                         | 1.080                                 | 0,67                                  |                                       | 160.683                               | 76,04                                 | 12/15                                 | - Armando Felipe Cabrera - Ramona Graciela López de Kell - Adrián Floro Bogado - Roberto Domingo Vizcaíno Braida - Sandra Mercedes Moreno - Oscar Enrique Carrizo - Carlos Hugo Insfrán - Irma Emilia Zaragoza - Jorge Luis Zarza - Alberto Sánchez - Ida Nilda Fiore - Ricardo Mendoza |
| El Cambio Recién Comienza                  | Partido Justicialista                         | 1.027                                 | 0,64                                  |                                       | 160.683                               | 76,04                                 | 12/15                                 | - Armando Felipe Cabrera - Ramona Graciela López de Kell - Adrián Floro Bogado - Roberto Domingo Vizcaíno Braida - Sandra Mercedes Moreno - Oscar Enrique Carrizo - Carlos Hugo Insfrán - Irma Emilia Zaragoza - Jorge Luis Zarza - Alberto Sánchez - Ida Nilda Fiore - Ricardo Mendoza |
| Movimiento de Acción Popular               | Partido Justicialista                         | 995                                   | 0,62                                  |                                       | 160.683                               | 76,04                                 | 12/15                                 | - Armando Felipe Cabrera - Ramona Graciela López de Kell - Adrián Floro Bogado - Roberto Domingo Vizcaíno Braida - Sandra Mercedes Moreno - Oscar Enrique Carrizo - Carlos Hugo Insfrán - Irma Emilia Zaragoza - Jorge Luis Zarza - Alberto Sánchez - Ida Nilda Fiore - Ricardo Mendoza |
| Moves                                      | Partido Justicialista                         | 904                                   | 0,56                                  |                                       | 160.683                               | 76,04                                 | 12/15                                 | - Armando Felipe Cabrera - Ramona Graciela López de Kell - Adrián Floro Bogado - Roberto Domingo Vizcaíno Braida - Sandra Mercedes Moreno - Oscar Enrique Carrizo - Carlos Hugo Insfrán - Irma Emilia Zaragoza - Jorge Luis Zarza - Alberto Sánchez - Ida Nilda Fiore - Ricardo Mendoza |
| Agrupación P. Todos por Clorinda           | Partido Justicialista                         | 886                                   | 0,55                                  |                                       | 160.683                               | 76,04                                 | 12/15                                 | - Armando Felipe Cabrera - Ramona Graciela López de Kell - Adrián Floro Bogado - Roberto Domingo Vizcaíno Braida - Sandra Mercedes Moreno - Oscar Enrique Carrizo - Carlos Hugo Insfrán - Irma Emilia Zaragoza - Jorge Luis Zarza - Alberto Sánchez - Ida Nilda Fiore - Ricardo Mendoza |
| Partido Conservador Popular                | Partido Justicialista                         | 849                                   | 0,53                                  |                                       | 160.683                               | 76,04                                 | 12/15                                 | - Armando Felipe Cabrera - Ramona Graciela López de Kell - Adrián Floro Bogado - Roberto Domingo Vizcaíno Braida - Sandra Mercedes Moreno - Oscar Enrique Carrizo - Carlos Hugo Insfrán - Irma Emilia Zaragoza - Jorge Luis Zarza - Alberto Sánchez - Ida Nilda Fiore - Ricardo Mendoza |
| Unidad Obrero Justicialista                | Partido Justicialista                         | 760                                   | 0,47                                  |                                       | 160.683                               | 76,04                                 | 12/15                                 | - Armando Felipe Cabrera - Ramona Graciela López de Kell - Adrián Floro Bogado - Roberto Domingo Vizcaíno Braida - Sandra Mercedes Moreno - Oscar Enrique Carrizo - Carlos Hugo Insfrán - Irma Emilia Zaragoza - Jorge Luis Zarza - Alberto Sánchez - Ida Nilda Fiore - Ricardo Mendoza |
| Partido Nuestro Tiempo                     | Partido Justicialista                         | 730                                   | 0,45                                  |                                       | 160.683                               | 76,04                                 | 12/15                                 | - Armando Felipe Cabrera - Ramona Graciela López de Kell - Adrián Floro Bogado - Roberto Domingo Vizcaíno Braida - Sandra Mercedes Moreno - Oscar Enrique Carrizo - Carlos Hugo Insfrán - Irma Emilia Zaragoza - Jorge Luis Zarza - Alberto Sánchez - Ida Nilda Fiore - Ricardo Mendoza |
| Partido para el Hombre Nuevo               | Partido Justicialista                         | 729                                   | 0,45                                  |                                       | 160.683                               | 76,04                                 | 12/15                                 | - Armando Felipe Cabrera - Ramona Graciela López de Kell - Adrián Floro Bogado - Roberto Domingo Vizcaíno Braida - Sandra Mercedes Moreno - Oscar Enrique Carrizo - Carlos Hugo Insfrán - Irma Emilia Zaragoza - Jorge Luis Zarza - Alberto Sánchez - Ida Nilda Fiore - Ricardo Mendoza |
| Movimiento Independiente de Participación  | Partido Justicialista                         | 712                                   | 0,44                                  |                                       | 160.683                               | 76,04                                 | 12/15                                 | - Armando Felipe Cabrera - Ramona Graciela López de Kell - Adrián Floro Bogado - Roberto Domingo Vizcaíno Braida - Sandra Mercedes Moreno - Oscar Enrique Carrizo - Carlos Hugo Insfrán - Irma Emilia Zaragoza - Jorge Luis Zarza - Alberto Sánchez - Ida Nilda Fiore - Ricardo Mendoza |
| Partido Fuerza Renovadora                  | Partido Justicialista                         | 706                                   | 0,44                                  |                                       | 160.683                               | 76,04                                 | 12/15                                 | - Armando Felipe Cabrera - Ramona Graciela López de Kell - Adrián Floro Bogado - Roberto Domingo Vizcaíno Braida - Sandra Mercedes Moreno - Oscar Enrique Carrizo - Carlos Hugo Insfrán - Irma Emilia Zaragoza - Jorge Luis Zarza - Alberto Sánchez - Ida Nilda Fiore - Ricardo Mendoza |
| Partido Frente para Todos                  | Partido Justicialista                         | 656                                   | 0,41                                  |                                       | 160.683                               | 76,04                                 | 12/15                                 | - Armando Felipe Cabrera - Ramona Graciela López de Kell - Adrián Floro Bogado - Roberto Domingo Vizcaíno Braida - Sandra Mercedes Moreno - Oscar Enrique Carrizo - Carlos Hugo Insfrán - Irma Emilia Zaragoza - Jorge Luis Zarza - Alberto Sánchez - Ida Nilda Fiore - Ricardo Mendoza |
| Gestión y Capacidad                        | Partido Justicialista                         | 619                                   | 0,39                                  |                                       | 160.683                               | 76,04                                 | 12/15                                 | - Armando Felipe Cabrera - Ramona Graciela López de Kell - Adrián Floro Bogado - Roberto Domingo Vizcaíno Braida - Sandra Mercedes Moreno - Oscar Enrique Carrizo - Carlos Hugo Insfrán - Irma Emilia Zaragoza - Jorge Luis Zarza - Alberto Sánchez - Ida Nilda Fiore - Ricardo Mendoza |
| Partido Demócrata Cristiano                | Partido Justicialista                         | 455                                   | 0,28                                  |                                       | 160.683                               | 76,04                                 | 12/15                                 | - Armando Felipe Cabrera - Ramona Graciela López de Kell - Adrián Floro Bogado - Roberto Domingo Vizcaíno Braida - Sandra Mercedes Moreno - Oscar Enrique Carrizo - Carlos Hugo Insfrán - Irma Emilia Zaragoza - Jorge Luis Zarza - Alberto Sánchez - Ida Nilda Fiore - Ricardo Mendoza |
| Municipales por Formosa                    | Partido Justicialista                         | 398                                   | 0,25                                  |                                       | 160.683                               | 76,04                                 | 12/15                                 | - Armando Felipe Cabrera - Ramona Graciela López de Kell - Adrián Floro Bogado - Roberto Domingo Vizcaíno Braida - Sandra Mercedes Moreno - Oscar Enrique Carrizo - Carlos Hugo Insfrán - Irma Emilia Zaragoza - Jorge Luis Zarza - Alberto Sánchez - Ida Nilda Fiore - Ricardo Mendoza |
| Partido Social Demócrata                   | Partido Justicialista                         | 391                                   | 0,24                                  |                                       | 160.683                               | 76,04                                 | 12/15                                 | - Armando Felipe Cabrera - Ramona Graciela López de Kell - Adrián Floro Bogado - Roberto Domingo Vizcaíno Braida - Sandra Mercedes Moreno - Oscar Enrique Carrizo - Carlos Hugo Insfrán - Irma Emilia Zaragoza - Jorge Luis Zarza - Alberto Sánchez - Ida Nilda Fiore - Ricardo Mendoza |
| Partido Autonomista                        | Partido Justicialista                         | 327                                   | 0,20                                  |                                       | 160.683                               | 76,04                                 | 12/15                                 | - Armando Felipe Cabrera - Ramona Graciela López de Kell - Adrián Floro Bogado - Roberto Domingo Vizcaíno Braida - Sandra Mercedes Moreno - Oscar Enrique Carrizo - Carlos Hugo Insfrán - Irma Emilia Zaragoza - Jorge Luis Zarza - Alberto Sánchez - Ida Nilda Fiore - Ricardo Mendoza |
| Partido Renovador del Oeste                | Partido Justicialista                         | 129                                   | 0,08                                  |                                       | 160.683                               | 76,04                                 | 12/15                                 | - Armando Felipe Cabrera - Ramona Graciela López de Kell - Adrián Floro Bogado - Roberto Domingo Vizcaíno Braida - Sandra Mercedes Moreno - Oscar Enrique Carrizo - Carlos Hugo Insfrán - Irma Emilia Zaragoza - Jorge Luis Zarza - Alberto Sánchez - Ida Nilda Fiore - Ricardo Mendoza |
| Fe y Esperanza                             | Partido Justicialista                         | 58                                    | 0,04                                  |                                       | 160.683                               | 76,04                                 | 12/15                                 | - Armando Felipe Cabrera - Ramona Graciela López de Kell - Adrián Floro Bogado - Roberto Domingo Vizcaíno Braida - Sandra Mercedes Moreno - Oscar Enrique Carrizo - Carlos Hugo Insfrán - Irma Emilia Zaragoza - Jorge Luis Zarza - Alberto Sánchez - Ida Nilda Fiore - Ricardo Mendoza |
|                                            | Confederación Política y Social               | Formosa Necesita un Cambio            | 11.185                                | 28,47                                 | 39.293                                | 18,60                                 | 3/15                                  | - Ricardo Arnaldo Gamarra - Dolly Elizabeth di Biase - Rolando Ariel González |
| H.E.R.N.A.N.D.E.Z.                         | Confederación Política y Social               | 5.599                                 | 14,25                                 |                                       | 39.293                                | 18,60                                 | 3/15                                  | - Ricardo Arnaldo Gamarra - Dolly Elizabeth di Biase - Rolando Ariel González |
| Por el Triunfo Radical                     | Confederación Política y Social               | 3.718                                 | 9,46                                  |                                       | 39.293                                | 18,60                                 | 3/15                                  | - Ricardo Arnaldo Gamarra - Dolly Elizabeth di Biase - Rolando Ariel González |
| N.A.I.D.E.N.O.F.F.                         | Confederación Política y Social               | 3.671                                 | 9,34                                  |                                       | 39.293                                | 18,60                                 | 3/15                                  | - Ricardo Arnaldo Gamarra - Dolly Elizabeth di Biase - Rolando Ariel González |
| La Hora del Pueblo                         | Confederación Política y Social               | 3.454                                 | 8,79                                  |                                       | 39.293                                | 18,60                                 | 3/15                                  | - Ricardo Arnaldo Gamarra - Dolly Elizabeth di Biase - Rolando Ariel González |
| D.A.V.I.S.                                 | Confederación Política y Social               | 2.554                                 | 6,50                                  |                                       | 39.293                                | 18,60                                 | 3/15                                  | - Ricardo Arnaldo Gamarra - Dolly Elizabeth di Biase - Rolando Ariel González |
| C.A.N.T.O.N.                               | Confederación Política y Social               | 2.452                                 | 6,24                                  |                                       | 39.293                                | 18,60                                 | 3/15                                  | - Ricardo Arnaldo Gamarra - Dolly Elizabeth di Biase - Rolando Ariel González |
| Red Solidaria                              | Confederación Política y Social               | 2.201                                 | 5,60                                  |                                       | 39.293                                | 18,60                                 | 3/15                                  | - Ricardo Arnaldo Gamarra - Dolly Elizabeth di Biase - Rolando Ariel González |
| Adelante Radicales                         | Confederación Política y Social               | 1.744                                 | 4,44                                  |                                       | 39.293                                | 18,60                                 | 3/15                                  | - Ricardo Arnaldo Gamarra - Dolly Elizabeth di Biase - Rolando Ariel González |
| Renovación para Todos                      | Confederación Política y Social               | 1.627                                 | 4,14                                  |                                       | 39.293                                | 18,60                                 | 3/15                                  | - Ricardo Arnaldo Gamarra - Dolly Elizabeth di Biase - Rolando Ariel González |
| Identidad Cívica y Social                  | Confederación Política y Social               | 836                                   | 2,13                                  |                                       | 39.293                                | 18,60                                 | 3/15                                  | - Ricardo Arnaldo Gamarra - Dolly Elizabeth di Biase - Rolando Ariel González |
| Clorinda Nueva                             | Confederación Política y Social               | 252                                   | 0,64                                  |                                       | 39.293                                | 18,60                                 | 3/15                                  | - Ricardo Arnaldo Gamarra - Dolly Elizabeth di Biase - Rolando Ariel González |
|                                            | Afirmación para una República Igualitaria     | —                                     | —                                     | —                                     | 8.731                                 | 4,13                                  |                                       | |
|                                            | Solidaridad y Organización para la Liberación | Solidaridad                           | 480                                   | 53,63                                 | 895                                   | 0,42                                  |                                       | |
| Compromiso con la Gente                    | Solidaridad y Organización para la Liberación | 283                                   | 31,62                                 |                                       | 895                                   | 0,42                                  |                                       | |
| Formosa Conducción                         | Solidaridad y Organización para la Liberación | 132                                   | 14,75                                 |                                       | 895                                   | 0,42                                  |                                       | |
|                                            | Partido Popular de la Reconstrucción          | —                                     | —                                     | —                                     | 722                                   | 0,34                                  |                                       | |
|                                            | Acción Nativa                                 | Pacto Provincial                      | —                                     | —                                     | 511                                   | 0,24                                  |                                       | |
|                                            | Partido Humanista                             | —                                     | —                                     | —                                     | 474                                   | 0,22                                  |                                       | |
| Votos positivos                            | Votos positivos                               | Votos positivos                       | Votos positivos                       | Votos positivos                       | 211.309                               | 89,35                                 |                                       | |
| Votos en blanco                            | Votos en blanco                               | Votos en blanco                       | Votos en blanco                       | Votos en blanco                       | 23.589                                | 9,97                                  |                                       | |
| Votos anulados                             | Votos anulados                                | Votos anulados                        | Votos anulados                        | Votos anulados                        | 1.586                                 | 0,67                                  |                                       | |
| Participación                              | Participación                                 | Participación                         | Participación                         | Participación                         | 236.484                               | 70,94                                 |                                       | |
| Electores registrados                      | Electores registrados                         | Electores registrados                 | Electores registrados                 | Electores registrados                 | 333.356                               | 100                                   |                                       | |
| Fuentes:                                   |                                               |                                       |                                       |                                       |                                       |                                       |                                       | |